# Surf Coast Classic 2025
De derde editie van de wielerwedstrijd Surf Coast Classic vond plaats op 30 januari 2025. De 96 deelnemers startten in Lorne en finishten 157 kilometer later in Torquay. De wedstrijd maakte deel uit van de UCI Oceania Tour, met de categorie 1.1. De Deen Tobias Lund Andresen won, voor de Australiër Sam Welsford en Tim Torn Teutenberg uit Duitsland.

## Uitslag
| Plaats  | Naam                 | Ploeg                   | Tijd     |
| ------- | -------------------- | ----------------------- | -------- |
| Winnaar | Tobias Lund Andresen | Picnic PostNL           | 3u16'05" |
| 2       | Sam Welsford         | Red Bull-BORA-hansgrohe | z.t.     |
| 3       | Tim Torn Teutenberg  | Lidl-Trek               | z.t.     |
| 4       | Corbin Strong        | Israel-Premier Tech     | z.t.     |
| 5       | Natnael Tesfatsion   | Movistar                | z.t.     |
| 6       | Bryan Coquard        | Cofidis                 | z.t.     |
| 7       | Ben Swift            | INEOS Grenadiers        | z.t.     |
| 8       | Carlos Canal         | Movistar                | z.t.     |
| 9       | Arne Marit           | Intermarché-Wanty       | z.t.     |
| 10      | Aaron Gate           | XDS Astana              | z.t.     |
| 11      | Antoine Huby         | Soudal Quick-Step       | z.t.     |
| 12      | Matthew Fox          | Australië               | z.t.     |
| 13      | Matthew Walls        | Groupama-FDJ            | z.t.     |
| 14      | Quentin Pacher       | Groupama-FDJ            | z.t.     |
| 15      | Danny van Poppel     | Red Bull-BORA-hansgrohe | z.t.     |
| 16      | Michał Kwiatkowski   | INEOS Grenadiers        | z.t.     |
| 17      | Rudy Porter          | Australië               | z.t.     |
| 18      | Alexis Renard        | Cofidis                 | z.t.     |
| 19      | Georg Zimmermann     | Intermarché-Wanty       | z.t.     |
| 20      | Patrick Konrad       | Lidl-Trek               | z.t.     |